# Елена Мекленбург-Стрелицкая
Герцогиня Елена Мария Александра Елизавета Августа Катерина Мекленбург-Стрелицкая (Helen zu Mecklenburg-Strelitz; 16 [28] января 1857, Санкт-Петербург — 28 августа 1936, Ремплин) — дочь Георга Мекленбург-Стрелицкого и великой княжны Екатерины Михайловны, правнучка императора Павла I и последний равнородный потомок его сына Михаила, в замужестве принцесса Саксен-Альтенбургская.

## Биография
Елена принадлежала к русской ветви Мекленбург-Стрелицого дома. Она родилась в Санкт-Петербурге, на родине своей матери, великой княгини Екатерины Михайловны, дочери Великого князя Михаила Павловича и княгини Елены Павловны. Михаил Павлович — младший сын императора Павла I и императрицы Марии Фёдоровны. До замужества она много времени посвящала музыке и пению, принимая участие и в деле женского образования. В 1878 году она вступила в Санкт-Петербургское женское патриотическое общество, помощницей попечительницы одной из его школ; позднее была попечительницей школы принца Ольденбургского и училища Святой Елены.

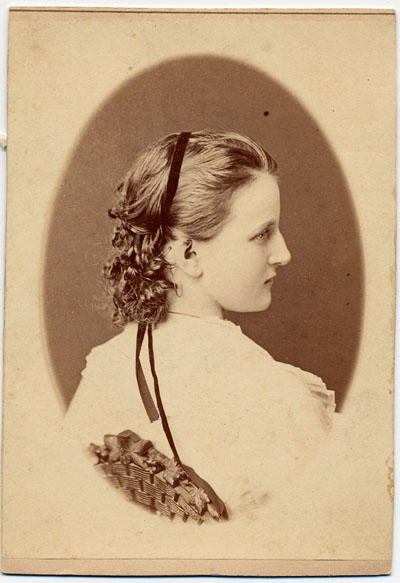
Елена Мекленбург-Стрелицкая

По словам А. А. Половцова, Елена Георгиевна была добрая, честная девушка, не дурна собой,
исключая красные руки (из-за чего её двоюродный брат не захотел на ней жениться) и нижнюю часть лица, несколько тяжеловатой, массивной. Она очень много училась, много занималась искусством, но в семейной и умственной её жизни чувствовался разлад, во всем её существе было что-то сосредоточенное и как будто озабоченное. Недостаток развлечения, занятия общества, как будто раздражало её и прежде всего против родной матери. Она часто сидела спокойно в кресле и читала глубокомысленные книги, тяготясь материнской дисциплиной и попечением.
Альберт умер 22 мая 1902 года. Елена стала жить в России до 1919 года, когда рухнула империя Романовых. Она поселилась в замке Ремплин в Мекленбурге со своим племянником Георгом, герцогом Мекленбургским и его семьёй. К ним присоединился в 1930 году её брат Михаил Георгиевич, герцог Мекленбургский. Елена умерла 28 августа 1936 года в возрасте 79 лет.

## Брак
В конце 1870-х годов к Елене весьма успешно сватался князь Александр Баттенберг. Но все расстроилась совершенно случайно. Из-за отстающих часов жених не приехал в положенный час на парадный обед к великой княгине Екатерине Михайловне, на котором должно было быть провозглашено обручение. Возмущенная его невежливостью, княжна больше не хотела слышать о сватовстве.
13 декабря 1891 года Елена вышла замуж за принца Альберта Саксен-Альтенбургского. Он был единственным сыном принца Эдуарда Саксен-Альтенбургского и его второй жены принцессы Луизы Каролины Рёйсс цу Кёстриц. Супруг Елены был двоюродным братом её бабки, великой княгини Елены Павловны.
После свадьбы семья проводила полгода в России, где Елене с братом принадлежал Большой Ораниенбаумский дворец, а полгода в Берлине.
Брак был бездетным. Стала вдовой в 1902 году.

## Титулы
- 16 января 1857 — 13 декабря 1891: Её Светлость Герцогиня Елена Мекленбург-Стрелицкая
- 13 декабря 1891 — 28 августа 1936: Её Светлость Принцесса Елена Саксен-Альтенбургская, герцогиня Саксонская

## Родословная

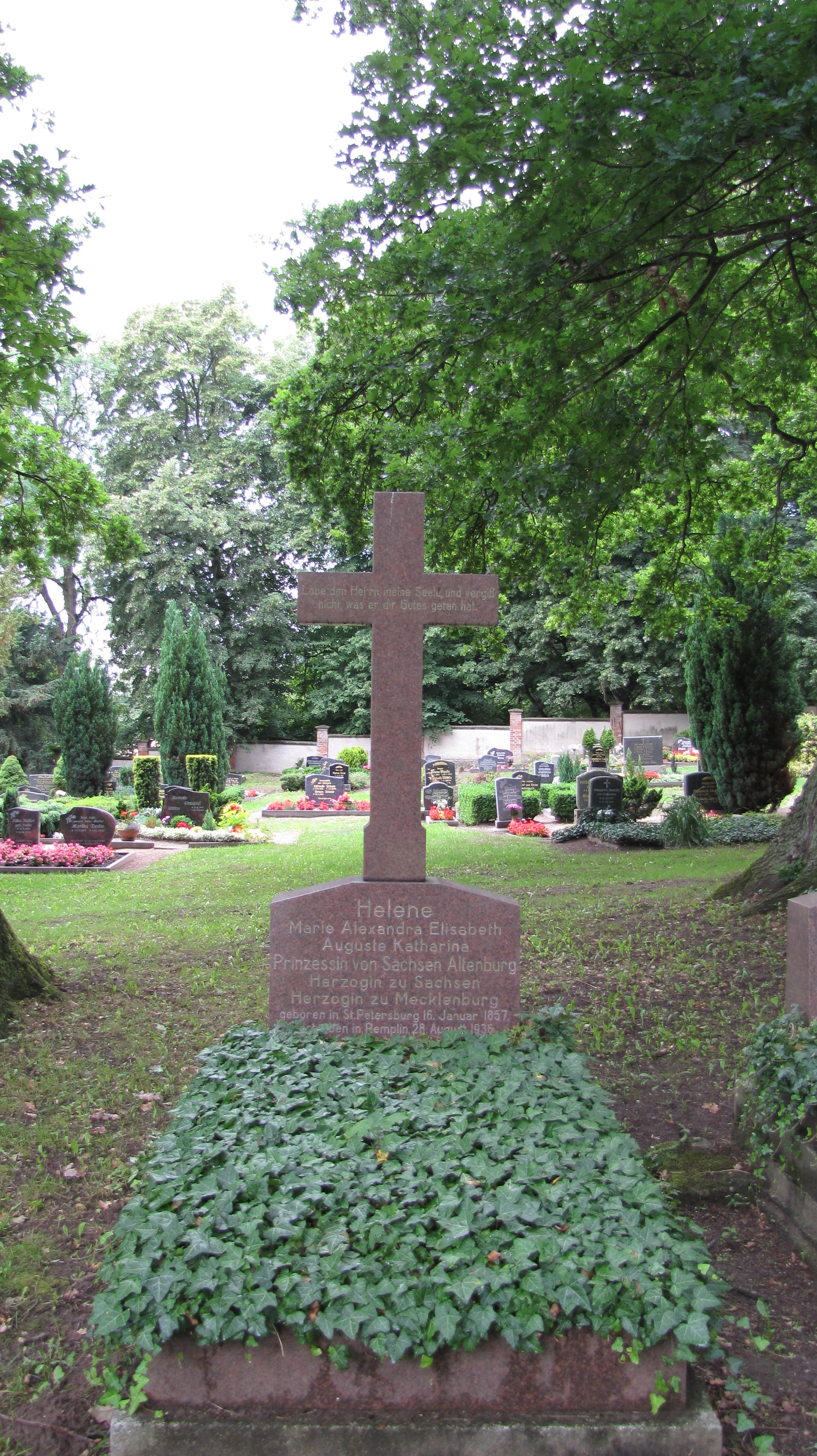
Могила Елены на кладбище Ремплина